# Boulevards de Bordeaux
Les boulevards de Bordeaux, aussi appelés boulevards extérieurs, forment un ensemble continu de boulevards de 12 km qui ceinture Bordeaux. 
Les boulevards suivent les anciens faubourgs. Aujourd'hui certains quartiers sont en dehors de la limite des boulevards : Bordeaux-Lac, Bacalan, Caudéran, Saint-Augustin ainsi que les quartiers de la rive droite. Deux ponts traversant la Garonne permettent l'accès aux boulevards. Il s'agit du pont Jacques Chaban-Delmas, au nord, inauguré en 2013 (la rue Lucien Faure servant d'accès au pont depuis les boulevards) et du pont Simone-Veil, au sud, inauguré en 2024.

## Histoire
La construction des boulevards s'est étalée entre 1853 et 1902. La construction est divisée en dix phases. Les travaux débutent à l'ouest et au sud de la ville, grâce à un accord passé avec les propriétaires de terres. Afin de connecter les différentes voies entre-elles, plusieurs propriétaires de terres sont expropriés. Ces expropriations amèneront à la construction des barrières de Bègles, de Pessac, d'Arès et du Médoc.
Ces barrières étaient installées pour percevoir l'octroi (un impôt aboli en 1928). Aujourd'hui, les carrefours où elles se trouvaient ont gardé leur nom (« barrière du Médoc », « barrière de Bègles », etc.) et des panneaux noirs indicateurs de lieux-dits signalent leurs emplacements.
La construction est interrompue durant la guerre de 1870, et ne reprend qu'à la fin du XIXe siècle, au nord de la ville. C'est à cette époque que l'étalement urbain de Bordeaux bat sont plein. Les boulevards sont alors une tentative de limiter l'expansion de la ville vers la banlieue. Cependant, l'effet inverse se produit, les boulevards ayant finalement accéléré le processus d'étalement urbain.
De 1880 à 1958, les boulevards accueillent de nombreuses lignes de tramway, souvent à destination de la banlieue,. À la disparition de l'ancien tramway de Bordeaux, les voitures prennent une grande partie des voies de boulevards, à tel point que ces derniers sont qualifiées d'« autoroute ».

## Aménagements
La grande majorité des boulevards mesurent 25 mètres de largeur. Certaines sections à l'ouest sont cependant plus larges (jusqu'à 34 mètres). Les trottoirs de part et d'autre des voies mesurent chacun 6,5 mètres et accueillent chacun une rangée d'arbres.
Les boulevards comportent majoritairement deux voies de circulation dans chaque sens dont une voies de bus. La vitesse y est limitée à 50 km/h.
La majorité des bâtiments longeant les boulevards sont des échoppes bordelaises.

## Liste des voies
| Nom de la voie                            | Origine du nom                                                                     | Barrières attenantes    | Lieu à proximité |
| ----------------------------------------- | ---------------------------------------------------------------------------------- | ----------------------- | --- |
| Boulevard Albert Brandenburg              | Albert Étienne Brandenburg, un ancien maire de Bordeaux.                           |                         | - Brandenburg - Parc Brandenburg - Pont Jacques-Chaban-Delmas - Cité du Vin - Base sous-marine et Bassins de Lumières |
| Boulevard Alfred Daney                    | Alfred Daney, un ancien maire de Bordeaux.                                         |                         | - Place Ravezies - Bassins à flot                                                                                     |
| Boulevard Godard                          | Camille Godard, un riche négociant en vin et spiritueux.                           |                         | - Place Ravezies - Le Bouscat - Gare de Ravezies - Polyclinique Bordeaux-Nord - Commune du Bouscat                    |
| Boulevard Pierre Ier                      | Pierre Ier, un ancien roi de Serbie.                                               | Barrière du Médoc       | - Barrière du Médoc - Clinique Tivoli - École de l'Assomption - France 3 Aquitaine                                    |
| Boulevard du président Wilson             | Woodrow Wilson, un ancien président des États-Unis.                                | Barrière Saint-Médard   | - Parc bordelais - Sécurité sociale - Quartier Caudéran                                                               |
| Boulevard du président Wilson             | Woodrow Wilson, un ancien président des États-Unis.                                | Barrière Judaïque       | - Cité Administrative - Villa Primrose - Cimetière protestant - Piscine Judaïque                                      |
| Boulevard du président Wilson             | Woodrow Wilson, un ancien président des États-Unis.                                | Barrière d'Arès         | - Cimetière de la Chartreuse - Dépôt d'autobus Lescure                                                                |
| Boulevard Antoine Gautier                 | Antoine Gautier, un homme politique, ancien maire de Bordeaux.                     | Barrière Saint-Augustin | - Stade Jacques-Chaban-Delmas - Hôpital Pellegrin - Quartier Saint-Augustin                                           |
| Boulevard Antoine Gautier                 | Antoine Gautier, un homme politique, ancien maire de Bordeaux.                     | Barrière d'Ornano       | - Stade Jacques-Chaban-Delmas - Jardin de la Béchade - CHU de Bordeaux                                                |
| Boulevard du maréchal Leclerc             | Le maréchal Leclerc, un chef militaire durant la seconde Guerre mondiale.          | Barrière de Pessac      | - Caserne Xaintrailles                                                                                                |
| Boulevard George V                        | George V, un ancien roi du Royaume-Uni et des dominions.                           | Barrière Saint-Genès    | - Barrière Saint Genès - Collège Saint-Genès - Commune de Talence - Domaine universitaire                             |
| Boulevard du président Franklin Roosevelt | Franklin Delano Roosevelt, un ancien président des États-Unis.                     | Barrière de Toulouse    | |
| Boulevard Albert Ier                      | Albert Ier, un ancien roi des Belges.                                              | Barrière de Bègles      | - Gare de Bordeaux-Saint-Jean - Jardin des Barrières                                                                  |
| Boulevard Jean-Jacques Bosc               | Jean-Jacques Bosc, une haute figure du commerce bordelais et député de la Gironde. |                         | - Terres Neuves - Quartier Belcier - Bordeaux-Euratlantique - Pont Simone-Veil                                        |

Photographies des boulevards de Bordeaux en 2021
(toutes les photographies sont orientées vers le sud)

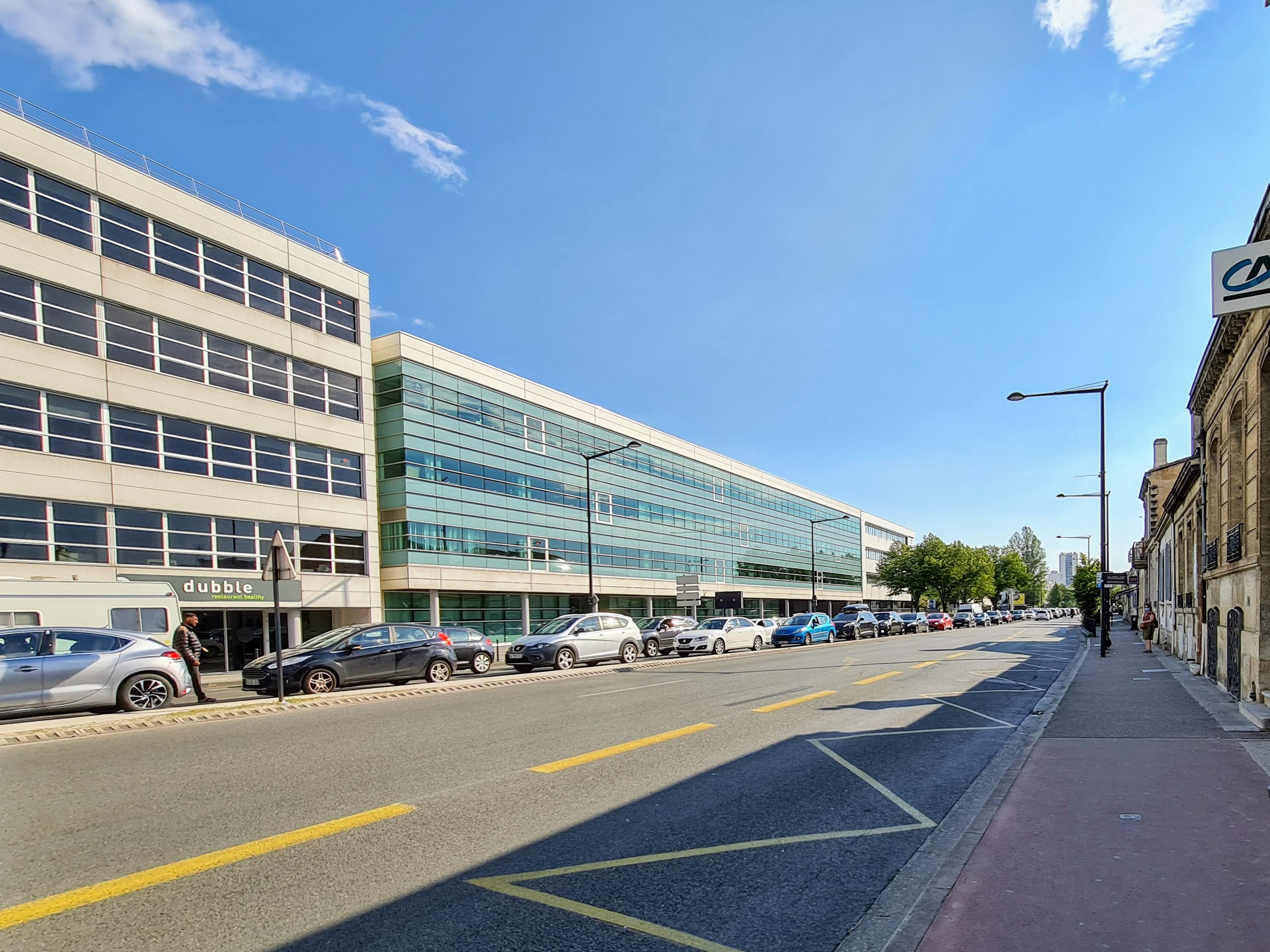
Le boulevard Godard depuis la place Ravezies.
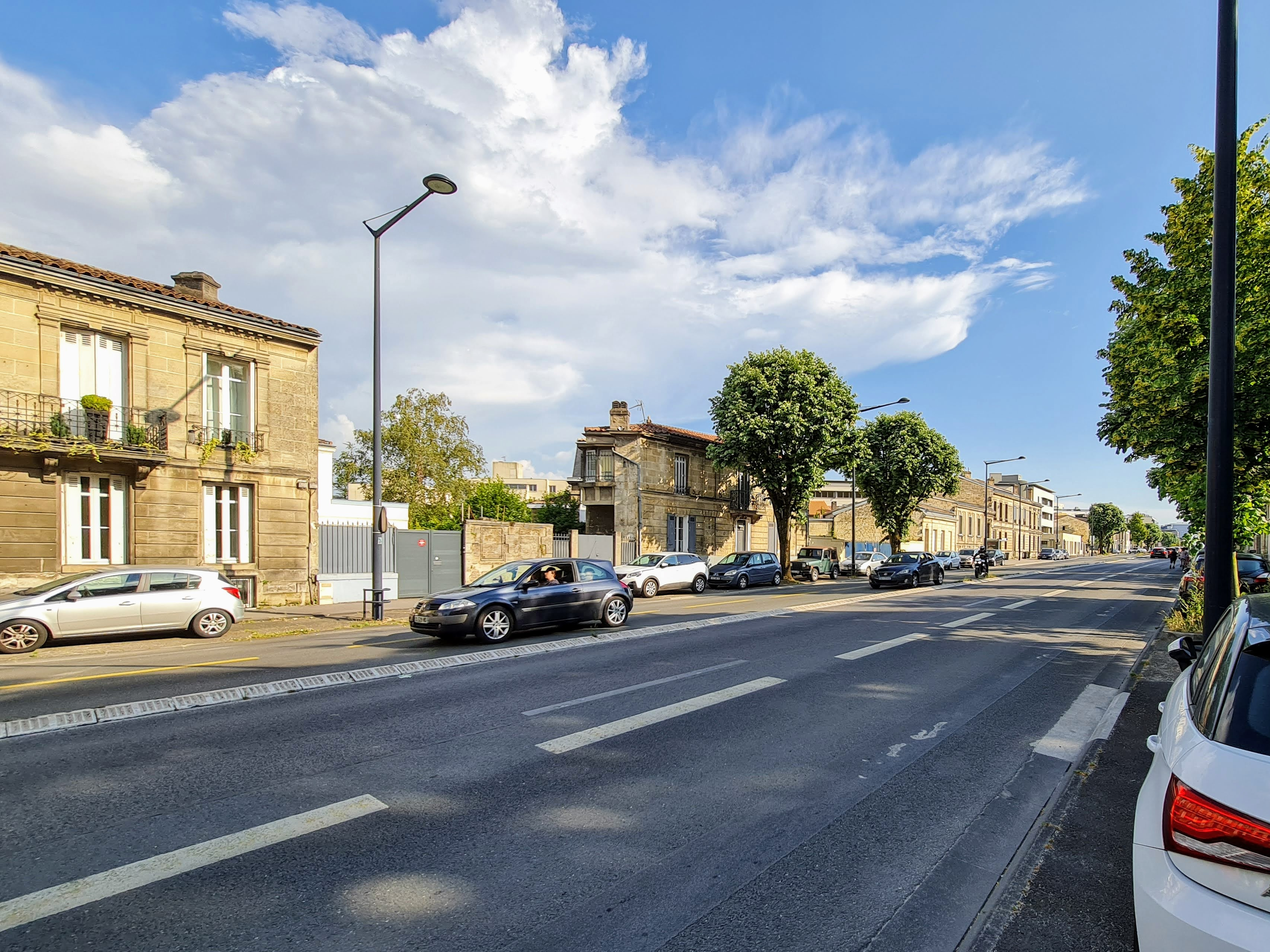
Le boulevard Pierre 1er depuis le Parc Marceau.
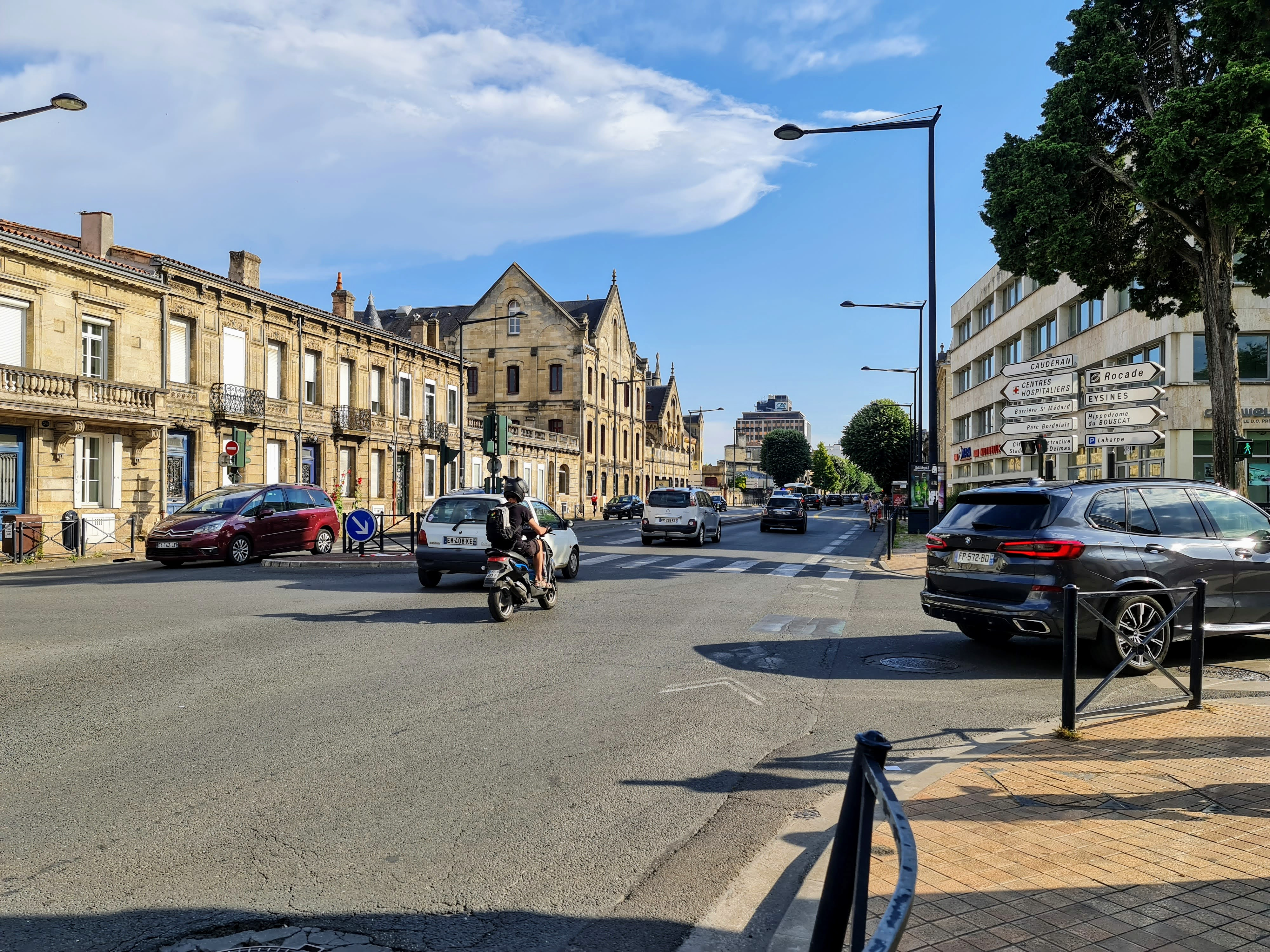
Le boulevard du président Wilson depuis la barrière du Médoc.
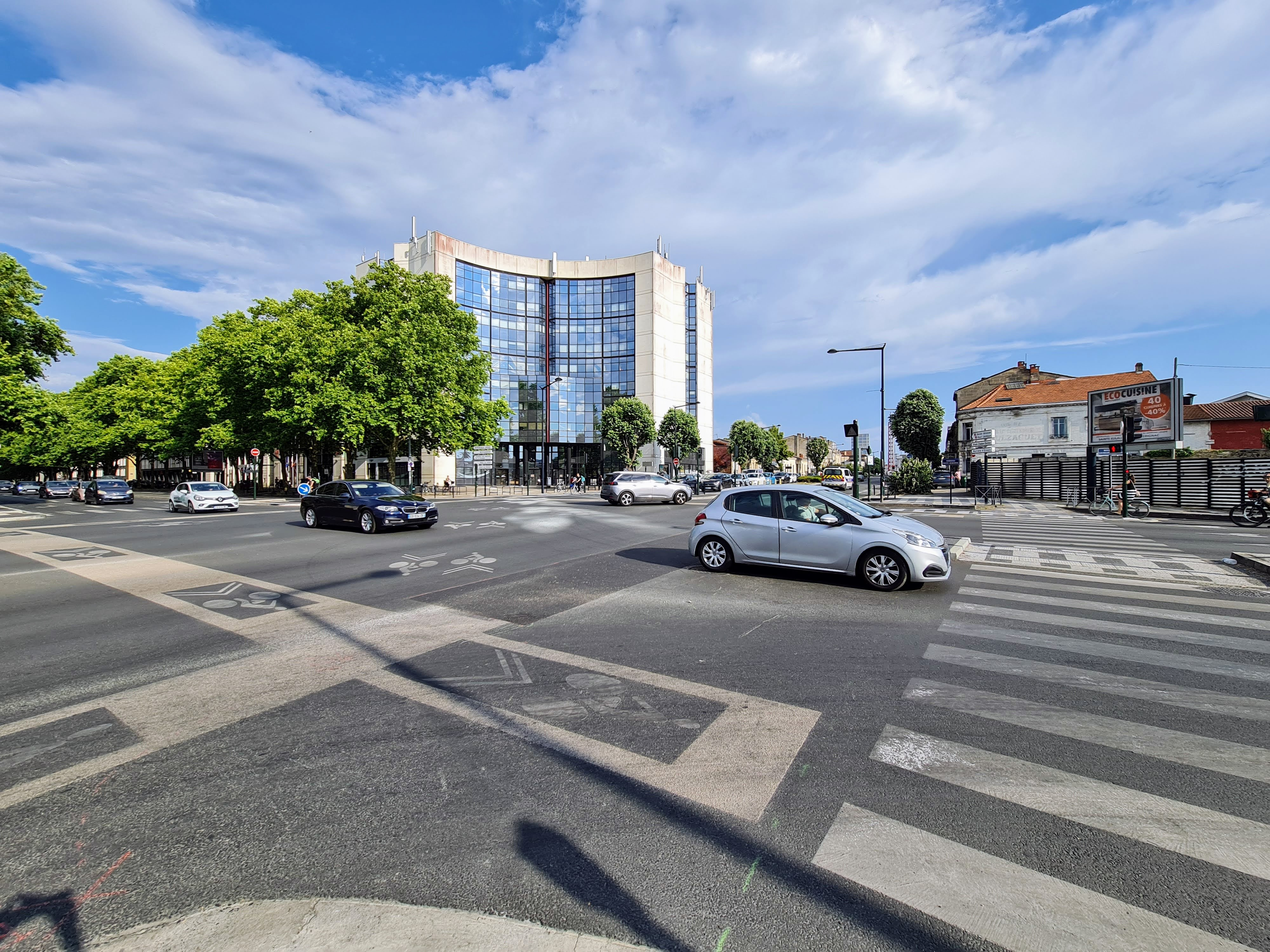
Le boulevard Antoine Gautier depuis la barrière Saint-Augustin.
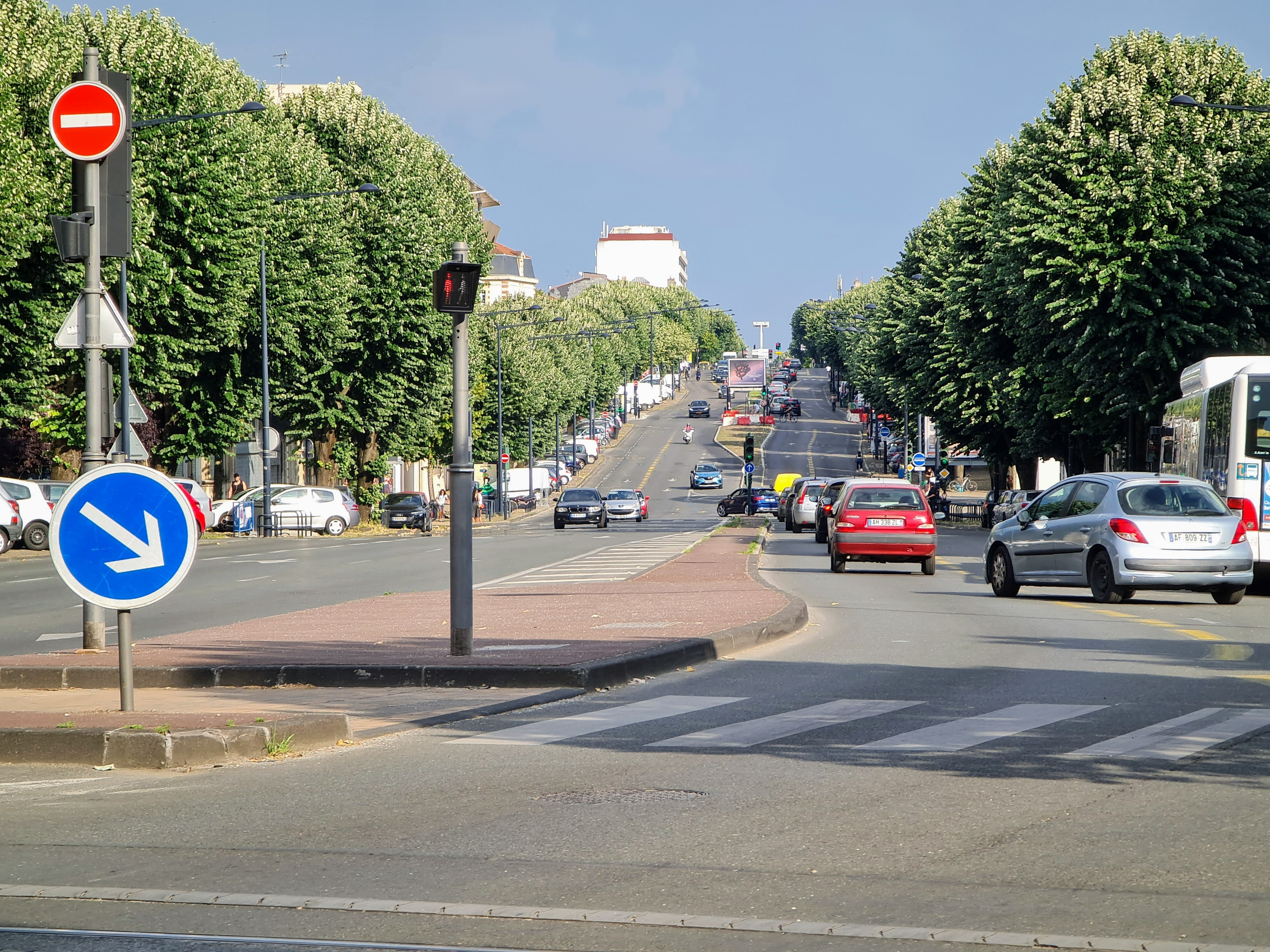
Le boulevard du maréchal Leclerc depuis la barrière d'Ornano.
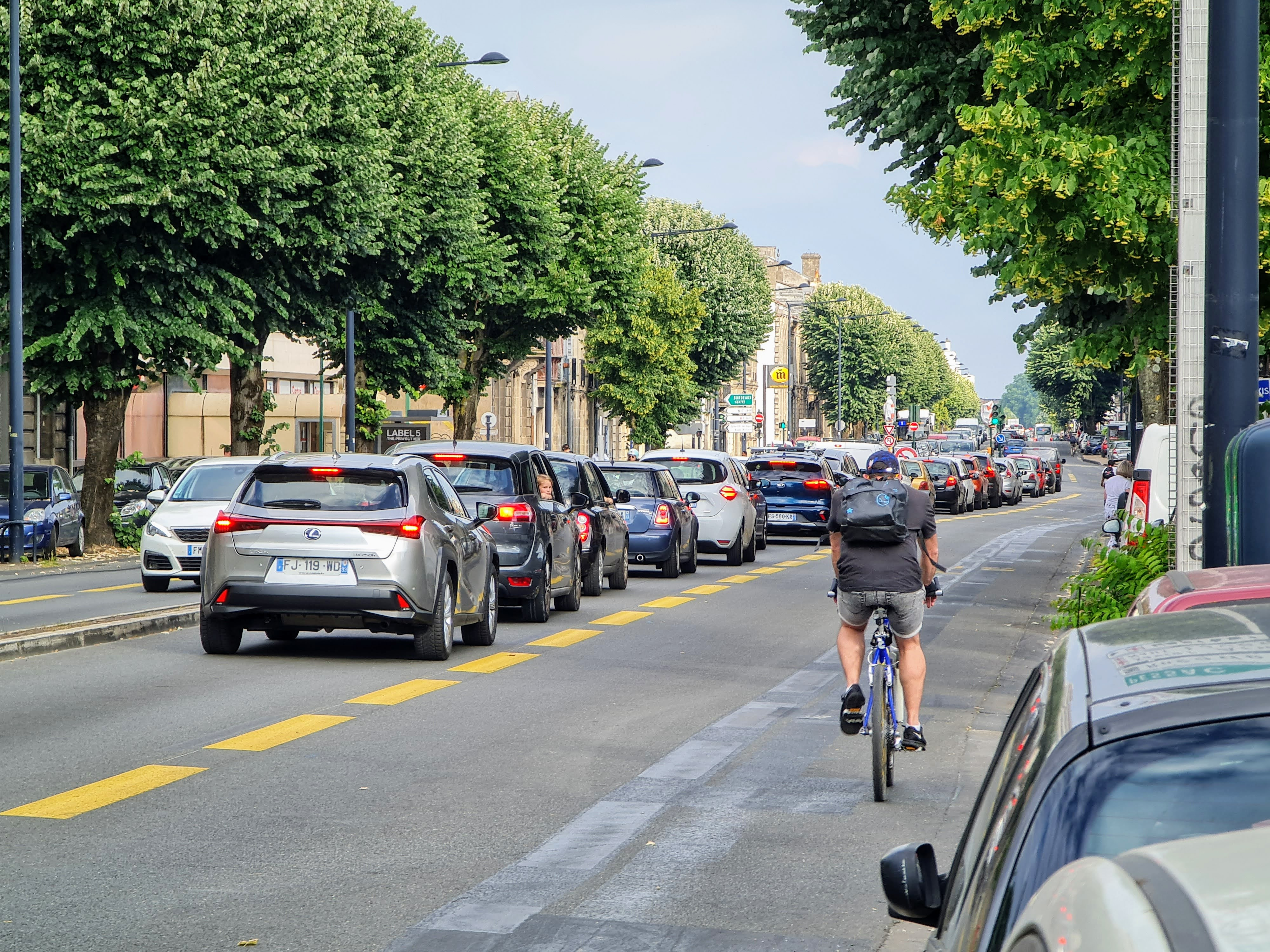
Le boulevard George V au croisement de la rue Gaston Lespiault.
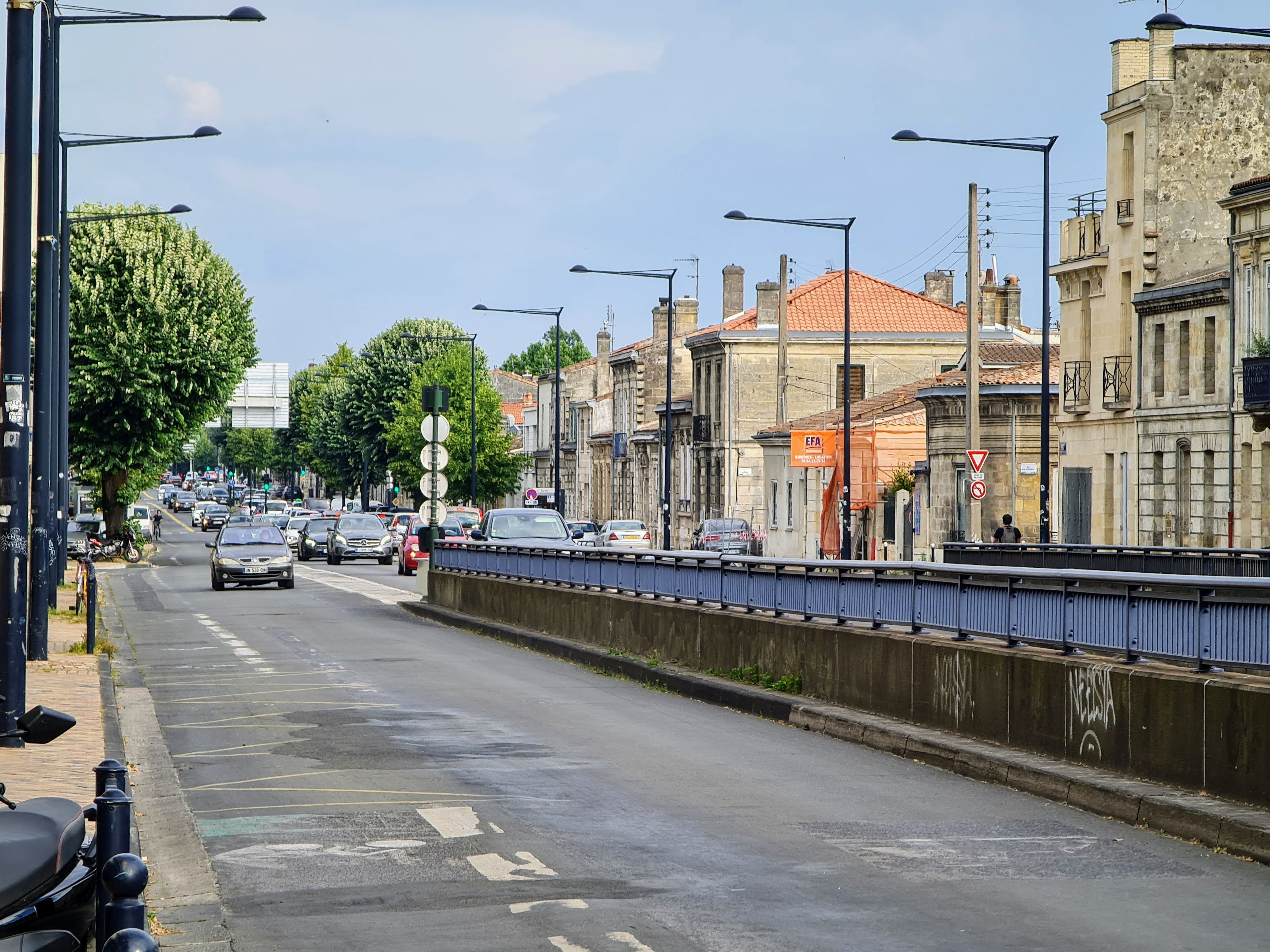
Le boulevard du président Franklin Roosevelt depuis la barrière Saint-Genès.

Photographies des boulevards de Bordeaux au début du XXe siècle

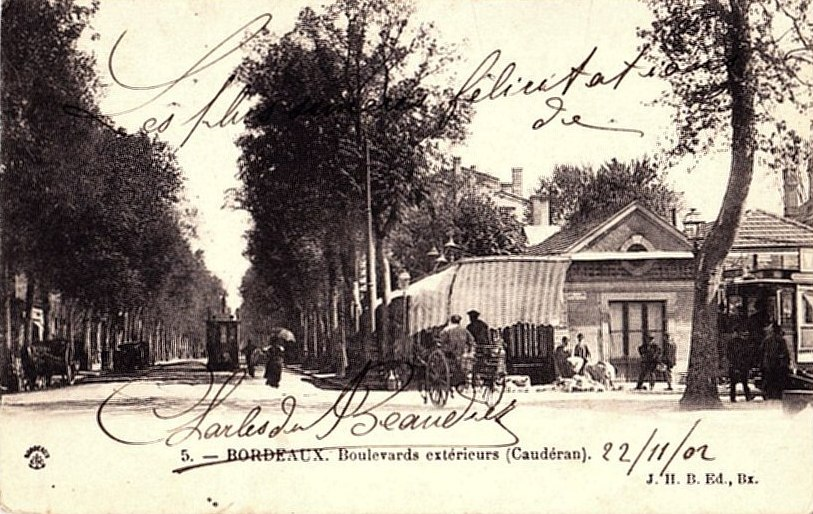
Les boulevards extérieurs de Bordeaux, à Caudéran.
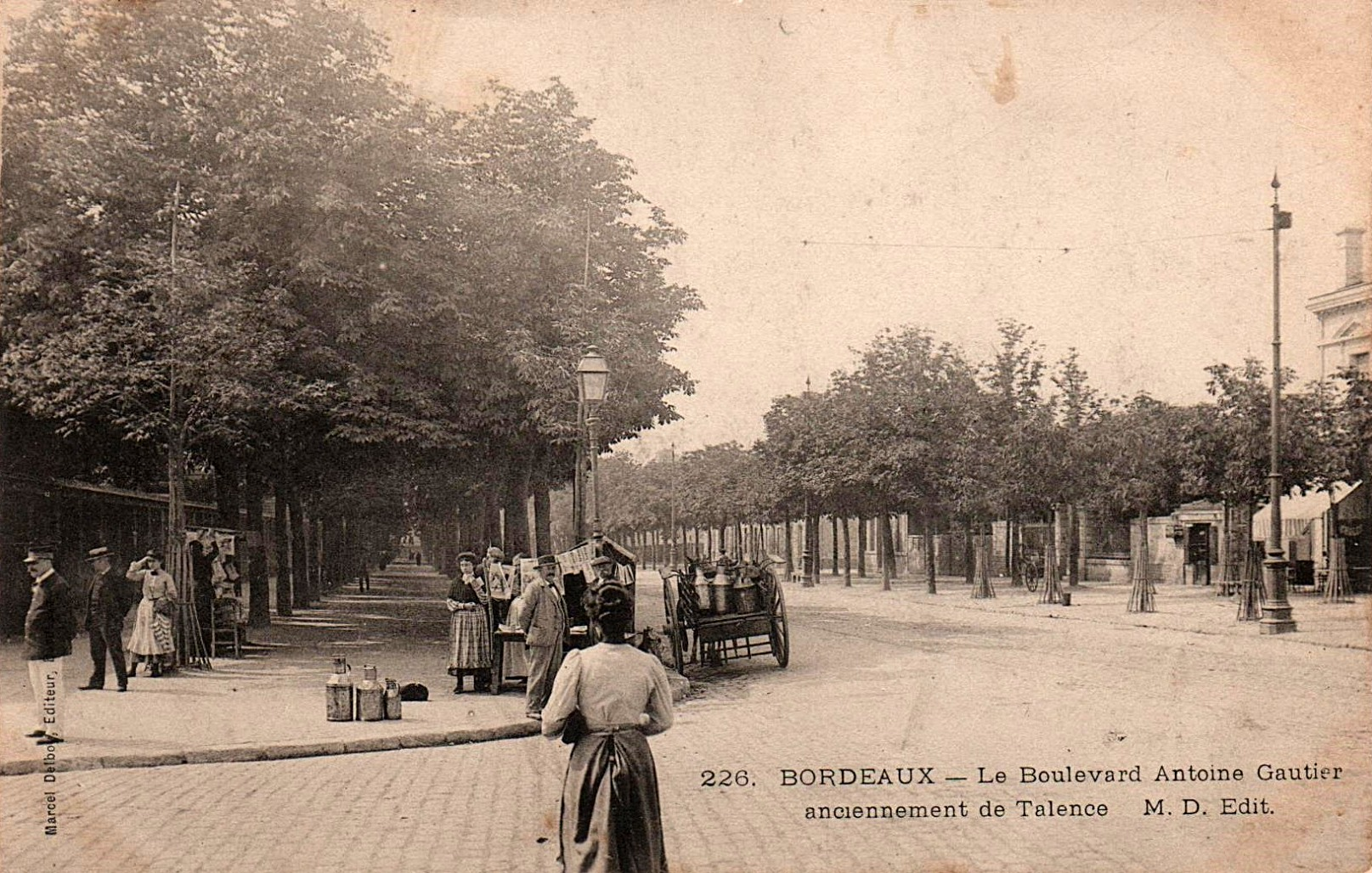
Le boulevard Antoine Gautier.

## Transports

### Tramway
Les boulevards sont desservis par toutes les lignes du tramway de Bordeaux, aux stations :
- Stade Chaban-Delmas pour la ligne A.
- Barrière Saint-Genès et Brandenburg pour la ligne B.
- Place Ravezies-Le Bouscat et Terres Neuves pour la ligne C.
- Barrière du Médoc pour la ligne D.

### Bus express
La ligne de Bordeaux à Saint-Aubin-de-Médoc, inaugurée en 2024, traverse les boulevards au niveau de la barrière Saint-Médard où se trouve la station du même nom. Aussi, d'ici 2027, la ligne de Pellegrin - Thouars - Malartic aura pour terminus la barrière Saint-Augustin. Également prévue pour 2027, une ligne circulaire desservant intégralement les boulevards devrait être mise en service.

### Bus
De nombreuses lignes de bus empruntent totalement, partiellement, ou coupent les boulevards de Bordeaux. 
La liane 9 parcourt entièrement les boulevards, depuis la gare de Bordeaux-Saint-Jean, au sud de la ville, au quartier Brandenburg, au nord.
Au nord, la liane 7 sort du centre de bordeaux par la place Ravezies.
Au nord-ouest, les lianes 12 et 15 traversent les boulevards au niveau de la barrière du Médoc.
À l'ouest, les lianes 1, 2, 3 et 16, quittent le centre de la ville à travers la barrière St-Médard, la cité administrative, la barrière Judaïque et la barrière d'Arès.
Au sud-ouest, les lianes 4 et 11 empruntent chacune une partie des boulevards entre le stade Chaban-Delmas et la barrière de Pessac.
Enfin, au sud, les lianes 5, 10, 11 et 15 partent au sud de la ville à travers la barrière de Toulouse, la barrière de Bègles et le quartier Terres-Neuves.
De nombreuses autres lignes de bus, moins importantes, traversent ou empruntent les boulevards.